# Heinrich Mylius (Kaufmann)

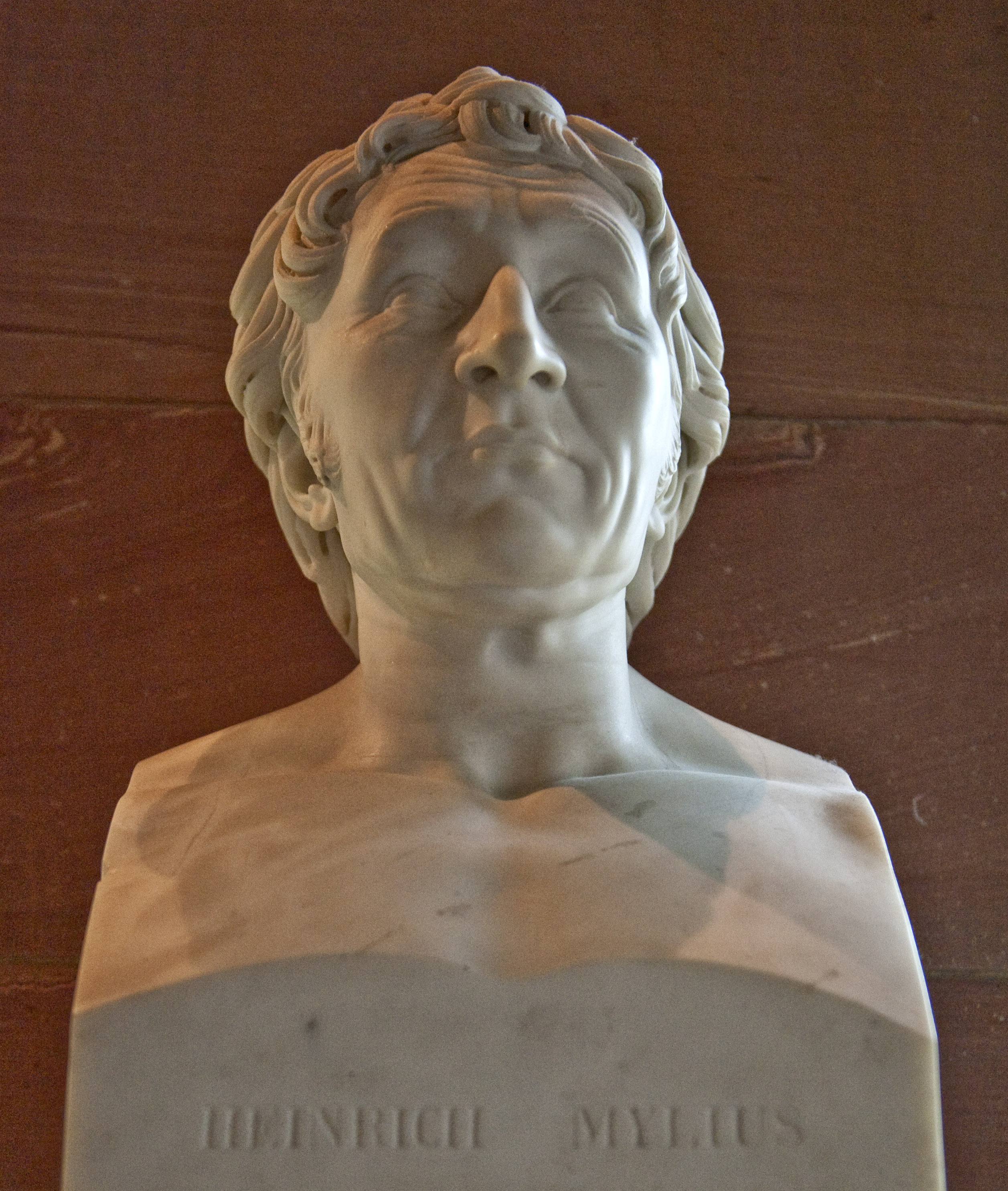
Büste von Heinrich Mylius

Heinrich Mylius (* 15. März 1769 in Frankfurt am Main; † 21. April 1854 in Mailand) war ein Kaufmann, Bankier und Mäzen.

## Leben

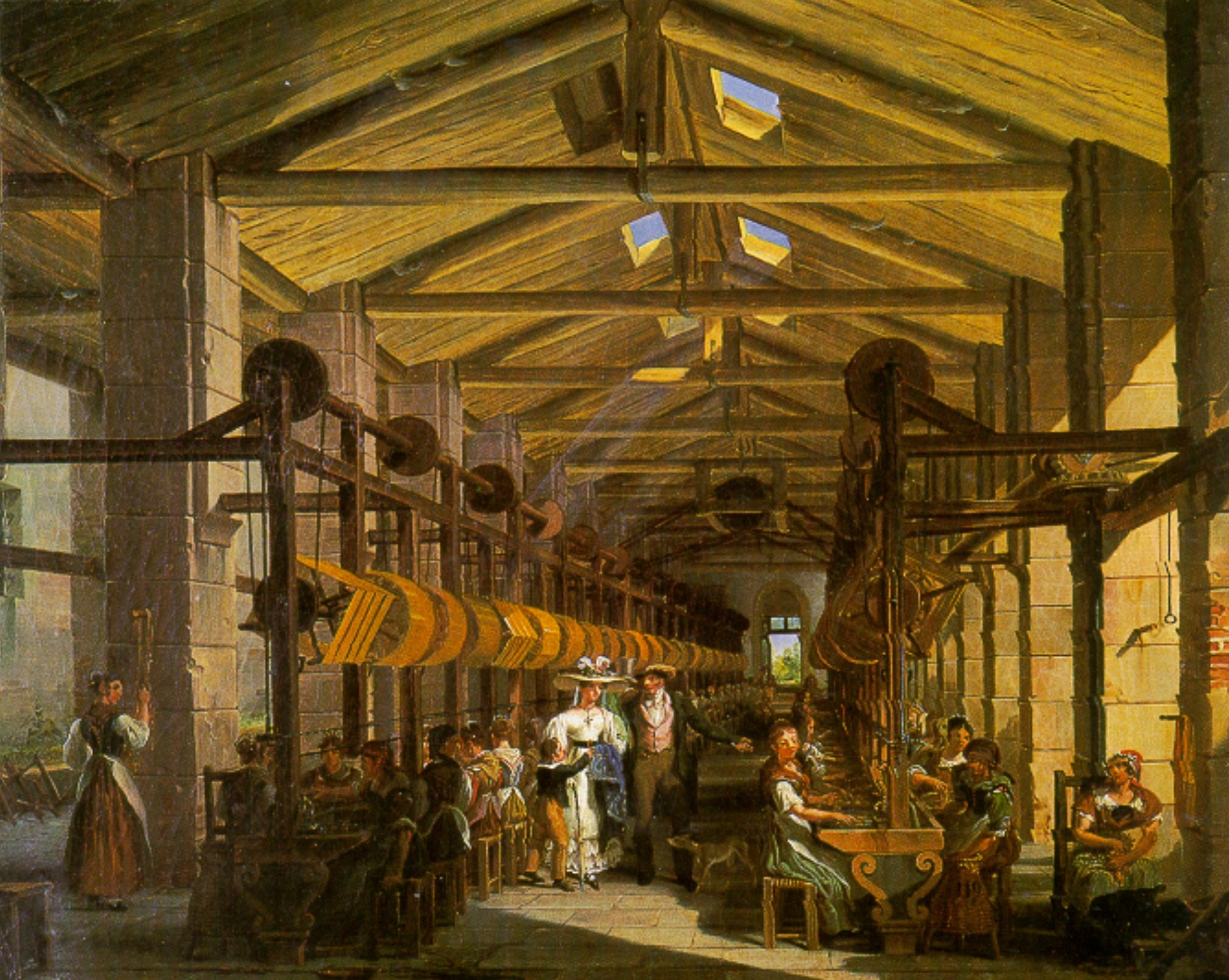
La filanda Mylius von Giovanni Migliara, 1828. Das von Mylius selbst in Auftrag gegebene Gemälde zeigt seine Seidenspinnerei in Boffalora sopra Ticino.

Heinrich Mylius wurde 1769 als jüngster Sohn des Frankfurter Bankiers und Kaufmanns Johann Christoph Mylius (1715–1791) und dessen Ehefrau Dorothea Kraus (1728–1784) geboren. Der Zeichner und Maler Georg Melchior Kraus war sein Onkel.
Bereits mit 19 Jahren übersiedelte er nach Mailand, um dort eine Filiale des väterlichen Geschäfts Mylius & Aldebert aufzubauen und zu leiten. In kurzer Zeit kam Heinrich Mylius durch den Handel mit Stoffen und insbesondere mit Seide zu Wohlstand. Neben dem Handel betätigte sich Mylius zudem als Bankier. Er baute sein Unternehmen in Mailand zu einer der führenden Banken Mailands aus. Ab 1803 war er Mitglied der mailändischen Handelskammer und wurde als einziger Ausländer in den Stadtrat von Mailand gewählt.
Im April 1799 heiratete Mylius die aus Weimar stammende Friederike Christine Schnauß (1771–1851), die zweite Tochter des Geheimrats Christian Friedrich Schnauß (1722–1797), eine Hofdame von Anna Amalia von Braunschweig-Wolfenbüttel. Das Paar wurde in der Hofkirche von Weimar vom Oberhofprediger und Superintendenten Gottfried Herder getraut. Das Haus von Heinrich Mylius und seiner Gattin in Mailand war Treffpunkt der führenden Köpfe in der Region.
1829 erwarb Mylius eine Villa mitsamt ihrem fünf Hektar großen Park in Menaggio am Comer See. Nach dem frühen Tod des einzigen Sohnes Julius (1800–1829), der sich kurz vor seinem Tod mit Luigia Vitali (1809–1884) vermählt hatte, zog sich Mylius nach und nach aus dem Geschäftsleben zurück und konzentrierte sich auf sein Anwesen am Comer See. Die Villa baute er zu einer Begegnungsstätte für Gelehrte, Schriftsteller, Politiker und Wissenschaftler aus. Sie ist heute als Villa Vigoni Sitz des Deutsch-italienischen Zentrums für europäische Exzellenz.
1831 gab Mylius für seinen verstorbenen Sohn einen Tempietto in Auftrag, der im oberen Teil des Parks errichtet wurde.
Mylius hielt stets engen Kontakt zu seiner Heimatstadt. Er war eng befreundet mit dem Frankfurter Afrikaforscher Eduard Rüppell. 1834 stifteten die beiden zusammen mit Marquard Georg Seufferheld eine marmorne Goethe-Skulptur, die der Mailänder Bildhauer Pompeo Marchesi für die Stadtbibliothek schuf. Mylius unterstützte durch zahlreiche Zuwendungen Projekte in Frankfurt am beispielsweise zur Kindererziehung, Unterstützung Hilfsbedürftiger und der Wissenschaft. Er stiftete insgesamt 140.000 Gulden für die Errichtung des Versorgungshauses, von Kleinkinderschulen, für die Niederländische Gemeinde Augsburger Confession und die Senckenberg Gesellschaft für Naturforschung. Mylius hatte entscheidenden Anteil an der Gründung der Evangelisch-Lutherischen Kirche Mailand.
Heinrich Mylius verstarb am 21. April 1854 im Alter von 85 Jahren in Mailand. Er wurde neben seiner Frau in der Familiengruft seiner Villa bei Menaggio begraben. Der Frankfurter Stadtbibliothek hinterließ er eine in der ersten Hälfte des 14. Jahrhunderts entstandene Handschrift von Dantes Göttlicher Komödie.

## 1920 Mylius-Bernocchi Textil-Modefabrik
Der Sohn von Giorgio Mylius hat die Krise der Industrie nach dem großen Krieg von 1915/18 nicht verkraftet und wird die Hilfe der Familie Bernocchi in Anspruch nehmen. Die Mylius Baumwollspinnerei in Cogozzo wird im April 1920 an den industriellen Antonio Bernocchi verkauft werden, der Teil der Bernocchi-Textil-Modeindustrie mit dem Namen sein wird „Cotonificio Mylius-Bernocchi“.

## Mylius-Bernocchi-Preis
1841 wurde der „Mylius-Bernocchi-Preis“ gegründet, mit dem Ziel, die Landschaftsmalerei zu steigern und zu verbreiten. Der Preis wurde an zwei Arten von Gemälden verliehen: eine jährliche 700 Lire für Ölgemälde und eine Biennale von 1000 österreichischen Lire für das Fresko.

## Ehrungen
Nach ihm wurde 1873 die Myliusstraße im Frankfurter Westend benannt. Anlässlich seines 250. Geburtstages (2019) organisierte die Villa Vigoni in Zusammenarbeit mit dem Museum Giersch der Goethe-Universität eine Ausstellung in Frankfurt.